# Strada (Ilanz/Glion)
Strada (toponimo romancio e tedesco; informalmente anche Strada en Surselva o Strada im Oberland) è una frazione del comune svizzero di Ilanz/Glion, nella regione Surselva (Canton Grigioni).

## Storia
Già comune autonomo, il 1º gennaio 1978 è stato aggregato al comune di Ilanz, il quale a sua volta il 1º gennaio 2014 è stato aggregato agli altri comuni soppressi di Castrisch, Duvin, Ladir, Luven, Pigniu, Pitasch, Riein, Rueun, Ruschein, Schnaus, Sevgein e Siat per formare il nuovo comune di Ilanz/Glion.

## Società

### Evoluzione demografica
L'evoluzione demografica è riportata nella seguente tabella:
Abitanti censiti

### Lingue e dialetti
Già paese di lingua romancia, è stato progressivamente germanizzato dalla fine del XX secolo.

## Infrastrutture e trasporti

La stazione di Schnaus-Strada

Strada è servito dalla stazione di Schnaus-Strada della Ferrovia Retica (linea Reichenau-Disentis).